# エコール・サントラル・パリ
エコール・サントラル・パリ（École Centrale Paris、パリ中央工科大学、略称: ECP、正式名称: École Centrale des Arts et Manufactures。カタカナではエコール セントラル パリの表記もある）は、かつて存在したフランスの技師学校、グランテタブリスマン。2015年に高等電気学校と合併し、サントラルシュペレックとなった。
在学生および卒業生はサントラリアン（Centralien）と呼ばれている。

## 概要
入学選抜試験は超難関で、エコール・ポリテクニーク、国立土木学校、パリ国立高等鉱業学校とともに、理工学・技術系のトップクラスに位置する。
当初はエコール・サントラル・パリ1校であったが、現在は拡大し「エコール・サントラル」はフランス国内にパリ、リヨン、リール、ナント、マルセイユの5校あり、エコール・サントラル・グループとなっており、エコール・サントラル・パリはその内の1校という位置づけになっている。
幅広い知識を身につけたエンジニア、いわゆるジェネラリストの養成を目的とし、入学後2年間は専攻を持たず、数学、物理、化学、生物、工学、経済などの広い分野を習得する。また、企業での研修にも重点が置かれている。修了年限は3年であるが、研究も盛んであり博士課程（エコール・ドクトラル）を持っており、研究者を志す学生は博士課程へ進学することも可能である。
創立は1829年。アルフォンズ・ラヴァレを主とし、ペクレ数で知られる物理学者のウジェーヌ・ペクレや化学者の分子量測定のデュマ法で知られるジャン＝バティスト・デュマ、エミール・オリヴィエらにより設立。当初は、パリ3区 Rue Montgolfier にあったが、1969年にパリ南西部近郊オー＝ド＝セーヌ県シャトネ＝マラブリーに移転した。
なお、多くの映像のコーデックやファイルフォーマットをサポートしていることで、現在世界中で広く使われているフリーのメディアプレーヤーであるVLCメディアプレーヤー(VLC media player)はエコール・セントラル・パリの学生らによって開発されたものである。

## 人物

### 著名な教員
- ウジェーヌ・ペクレ （物理学者。ペクレ数で知られる。）
- ジャン＝バティスト・デュマ （化学者。デュマ法で知られる。）
- ガスパール＝ギュスターヴ・コリオリ （物理学者。コリオリ力で知られる。）
- エミール・ピカール （数学者。ピカール・ヴェシオの理論で知られる。）
- ジョセフ・リウヴィル （物理学者, 数学者。リウヴィルの定理, リウヴィル数で知られる。）
- アンセルム・ペイアン （化学者。世界で初めて酵素（ジアスターゼ（アミラーゼ））を発見。生化学の分野を切り開く。）

### 著名な出身者
- ジョルジュ・ルクランシェ （ルクランシェ電池発明者）
- ギュスターヴ・エッフェル （エッフェル塔設計者）
- アンドレ・ミシュラン （ミシュラン創業者）
- アルマン・プジョー（プジョー創業者）
- アルテュール・グー（工学者。サイエンスライターとしても通俗科学の普及に努め、DIYの理念を伝えた。）
- ルイ・ブレリオ（航空のパイオニア。飛行機設計士・飛行士。自ら製作した飛行機でドーバー海峡を世界初横断した。）
- ソロモン・レフシェッツ （数学者。ポアンカレ・レフシェッツ双対定理、レフシェッツの不動点定理、レフシェッツの跡公式、レフシェッツペンシルなど。）
- ジャン・ボードリヤール（社会学者、哲学者）
- 沖野忠雄（土木技師、内務技監。土木学会会長）
- 清水誠 （実業家。日本国産マッチ開発者。留学中、神戸にて金星の日面通過観測にフランス隊の一員として帰国参加し、日本人として初めて撮影に成功）

## ノート
1. ↑  Palmarès des grandes écoles - Lepoint.fr
2. ↑  技術系のグランゼコール